# 蚌谷乡
蚌谷乡，是中华人民共和国云南省文山壮族苗族自治州西畴县下辖的一个乡镇级行政单位。

## 行政区划
蚌谷乡下辖以下地区：
龙正村、木者村、长箐村、蚌谷村、程家坡村、大吉厂村和法古村。